# Arnould de Hamal
 (juin 2014).
Si vous disposez d'ouvrages ou d'articles de référence ou si vous connaissez des sites web de qualité traitant du thème abordé ici, merci de compléter l'article en donnant les références utiles à sa vérifiabilité et en les liant à la section « Notes et références ».
Pour les articles homonymes, voir Arnould et Hamal.

Le baron Arnould, sire de Hamal, de Warfusée, de Seraing et d'Elderen (mort en 1456) épouse Anne, dame héritière de Trazegnies et de Silly, fille de Anselme Ier et de Mahaut de Lalaing. 

## Tournant de l’histoire des Hamal

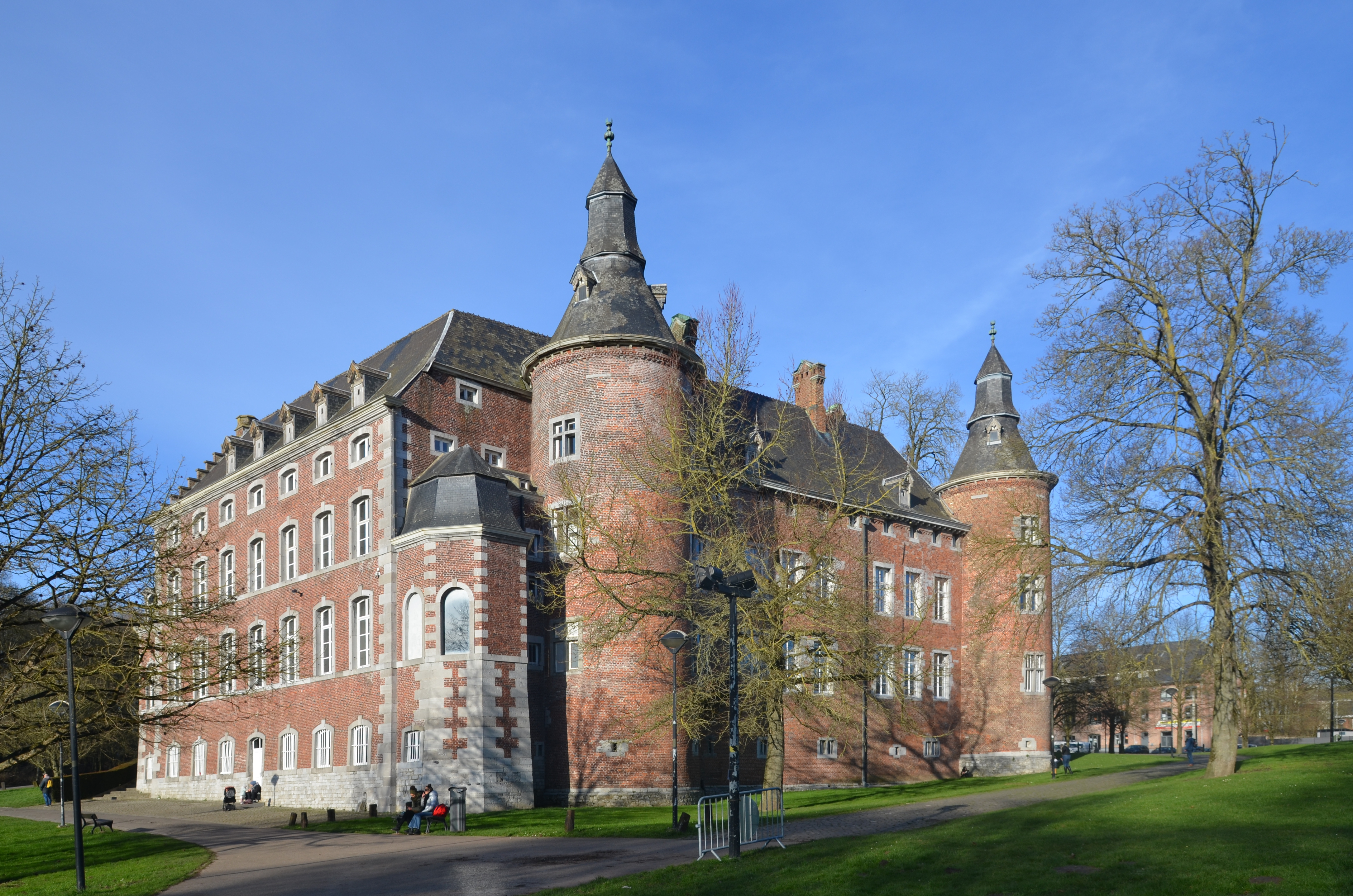
Château de Monceau-sur-Sambre

Arnould de Hamal fut à un tournant de l’histoire des Hamal. Hemricourt parle de lui comme du plus beau et du plus riche parti de Liège. Sa femme, Anne de Trazegnies, lui apporta une énorme fortune. Dès cette époque, les Hamal, qui étaient avant tout des Liégeois, s’internationalisent. Ce mariage correspond, il est vrai, à l’époque de l’unification territoriale des Pays-Bas. Arnould eut une carrière très brillante. En 1421, il accompagna le Prince-évêque de Liège dans sa guerre contre les Hussites de Bohême. Il fut fait prisonnier en Allemagne. Plus tard, il s’opposa aux ambitions liégeoises de Philippe le Bon, ce qui explique que ce grand seigneur ne fit point partie de la première promotion des chevaliers de la Toison d'Or en 1430. 
Les Hamal sont riches et illustres. L'origine de leur famille se perd dans la nuit des temps. Arnould partage ses biens à Trazegnies et leur second fils, 
Anselme II (mort en 1490), sire de Trazegnies et de Silly, qui épousa le 12 février 1435, Marie d'Armuyden, continue la filiation de la Maison de Trazegnies.

## Armorial
- de Hamal : de gueules, à la face de cinq fusées d'argent.
- de Trazegnies : bandé d'or et d'azur de six pièces, à l'ombre d'un lion de sable, brochant sur le tout, à la bordure engrêlée de gueules.

de Hamal
de Trazegnies[n 3]

## Généalogie
Son petit-fils, Jean II († 1513), sire et baron de Trazegnies épousera Sibylle de Ligne le 3 août 1463.
Son arrière-petit-fils est le baron Jean III de Trazegnies, comte d'Autreppes, (né vers 1470 - 1550), conseiller et grand chambellan de Charles Quint, gouverneur et châtelain d'Ath de 1540  à 1550, grand-bailli du roman pays de Brabant, capitaine général du pays et comté de Hainaut, chevalier de l'ordre illustre de la Toison d'or , est envoyé au Portugal pour épouser Isabelle de Portugal au nom de l'empereur .